# Vincenzo Colli
Vincenzo Colli, född 22 september 1899 i Cortina d'Ampezzo i Veneto, död 25 juni 1961 i Belluno i Veneto, var en italiensk längdskidåkare som tävlade under 1920-talet. Han var bror till Enrico Colli.
Vid olympiska vinterspelen i Chamonix deltog Vincenzo Colli och kom på elfte plats på femmilen.